# Йоко Таро
Таро Йоко (яп. 横尾 太郎, Йоко Таро, нар. 6 червня 1970, Нагоя, Японія) — японський режисер та сценарист відеоігор. Розпочав свою кар'єру в досі діяльній ігровій компанії Cavia; став відомим завдяки своїй праці над серією рольового бойовика Drakengard та двома дотичними іграми: Nier та його продовженням, Nier: Automata.
Йоко здобув славу власним стилем ігрового дизайну, в котрому присутні нестандартні дизайнерські рішення та історії. Одним з головних аспектів його роботи є дослідження темних частин душі людини, як, наприклад, вимушеність вбивств для деяких людей. Проте зазвичай  він не поділяє думки щодо темної природи його творінь. Його техніку письма описують як «сценарій у зворотному напрямку» — спершу подається закінчення історії, а далі сюжет будується у зворотному напрямку. Через це він не любить фотографуватися, часто вдягає маску, коли дає інтерв'ю або представляє гри.

## Біографія
Народився в Нагоя, Айті, 6 червня 1970 року. Батьки часто не були вдома внаслідок зайнятості на роботі, тому його зазвичай виховувала бабуся, яка істотно вплинула на його формування. В юності він дізнався про інцидент, який вплинув на його наступну роботу як сценариста: поки знайомий перебував на вулиці з групою друзів, один з них, котрий йшов надто близько до краю даху будівлі, зачепився, впав і загинув. Сцена, про яку Йоко дізнався, хоча і була «жахливою», але також мала й деякий жартівливий елемент.
Навчався в Університеті дизайну Кобе й закінчив його в березні 1994 року. Одружений з Юкіко Йоко, ілюстраторкою, яка працювала над серією Taiko no Tatsujin, а також над Drakengard 3.

### Кар'єра
Початково не планував створювати кар'єру у відеоіграх. Його першою роботою після закінчення університету стала вакансія дизайнера 3D CGI для Bandai Namco Games (тоді Namco Limited) через місяць після випуску з університету. 1999 року приєднався до Sugar & Rockets Inc., нині стороннього розробника, якого вже не існує, належного Sony Computer Entertainment. В 2001 році, через рік після поглинання Sugar & Rockets компанією Sony, Йоко отримав роботу в Cavia. Працюючи в Cavia, приєднався до команди Drakengard. Співпродюсер гри Такуя Івасакі повинен був взяти на себе також і роль режисера, проте, внаслідок зайнятості на інших проєктах, він запропонував цю посаду Йоко.Йоко допоміг створенню персонажів та сюжету, також написав сценарій спільно з Савако Наторі. Під час виробництва ігор, Йоко був незадоволений кількістю змін, які вимагала консультативна рада гри. Дійшло до того, що він вирішив, що не буде працювати над другою частиною Дракенгарду, але пізніше він передумав.